# Belfius Direct
Belfius Direct, vroeger bekend onder de naam Corona (Latijn voor “kroon”) en Corona Direct is een Belgische verzekeraar gevestigd in Diegem, Machelen.  
Het bedrijf verkoopt voornamelijk autoverzekeringen met daarnaast ook motor-, woon-, uitvaart-, honden- en familiale verzekeringen. Anno 2020 telt het bedrijf 160 werknemers.

## Geschiedenis

### 1931-2001
Het bedrijf is opgericht in 1931 door de toenmalige verzekeringsmaatschappij De Toekomst omwille van een nieuwe controlewet op de levensverzekeringen. Dit noodzaakte het bedrijf om de boekhouding Leven (uitvaartverzekering) te scheiden van de boekhouding Niet-Leven (autoverzekering en andere). De verzekeringen Niet-Leven werden in een nieuwe verzekeringsmaatschappij ondergebracht met de naam “Corona”. Op 31 december 1931 bedroeg het premie-incasso van Corona 85.000 frank (2.107,09 euro).
In 1939 werd een deel van de aandelen van de maatschappij De Toekomst overgenomen door de Noord Hollandsche Levensverzekeringsmaatschappij (het latere “Hooghe Huys”). In 1973 fuseerden in België het Hooghe Huys en Corona tot één multi-branche-maatschappij, onder de naam Corona.
In 1974 bood het bedrijf als eerste in België directe verzekeringen aan waarbij bedrijfsmedewerkers rechtstreeks contact hadden met de klanten. Toen de markt voor directe verzekeringen groeide kocht DVV verzekeringen - onderdeel van de groep Artesia Banking - in 1997 het bedrijf over van de Nederlandse aandeelhouders.

### 2001-heden
Op 1 januari 2001 wijzigde de bedrijfsnaam naar Corona Direct om hiermee ondubbelzinnig aan te geven dat het een rechtstreekse verzekeraar was. In hetzelfde jaar werd het bedrijf onderdeel van de Dexia-groep door een fusie van het moederbedrijf. Nadat concurrent CB Direct (eigendom van Achmea) de deuren sloot nam Corona Direct in 2003 hun gehele portefeuille “zaakschadeverzekeringen particulieren” over. Het ging hierbij om ongeveer 76.000 polissen van circa 55.000 klanten. Met de overdracht van deze portefeuille kwamen tevens 69 ex-medewerkers van CB Direct over naar Corona Direct.
In januari 2006 zorgde het bedrijf voor een vernieuwing in de sector van de autoverzekeringen en introduceerde de kilometerverzekering. Dit was een kilometervariabele autoverzekering waarbij de klant zijn autoverzekering betaalde per gereden kilometer. Een kilometerverzekering kon volgens Bankshopper en De Morgen leiden tot een besparing tot 50%. Deze vernieuwing zou aansluiten op de milieu- en energieproblematiek en aanzetten aan tot een meer doordachte en rationeler gebruik van de wagen. 

In 2008 startte het bedrijf als een van de eerste verzekeraars met het aanbieden van hondenverzekeringen.
Op 1 november 2011 hield de groep Dexia officieel op met bestaan. Door het tussenkomen van de Belgische staat werd het moederbedrijf van Dexia overgenomen door FPIM (Federale Participatie- en Investeringsmaatschappij) en is sindsdien in handen van de staat. Op 1 maart 2012 werd de nieuwe naam Belfius ingevoerd. Corona Direct is daarmee een dochterbedrijf van Belfius Verzekeringen.

## Trivia
Te midden van de coronapandemie werd de verzekeraar vaak geassocieerd met het coronavirus. Zo zochten veel mensen namelijk op de site van de verzekeraar naar informatie over het virus. Els Blaton, de CEO, verklaarde in de Tijd: "Om hen van dienst te zijn hebben we een link naar de infopagina’s van de overheid op onze site geplaatst.". In 2023 werd daarom de naam gewijzigd in Belfius Direct.